# Джессі Ренік
Джессі Ренік (англ. Jesse Renick, 29 вересня 1917 — 25 листопада 1999) — американський баскетболіст.
Олімпійський чемпіон 1948 року.